# Anna Kicior
Anna Kicior (ur. 21 czerwca 1965 w Radomiu) – polska siatkarka, była reprezentantka Polski, występująca na pozycji środkowej. Po sezonie 2005/2006 siatkarka postanowiła zakończyć karierę, jednak po roku wróciła na parkiet za namową trenera Jacka Wiśniewskiego. Ostatecznie po sezonie 2006/2007 zakończyła karierę.

## Sukcesy
- 4 brązowe medale w mistrzostwach Polski z KPSK Stal Mielec
- brązowy medal w mistrzostwach Polski z BKS Stal Bielsko-Biała
- srebrny medal w mistrzostwach Polski z KPSK Stal Mielec